# Liste over Mario-rollespil
Mario-serien har inspireret en række rollespil med Mario til at blive udgivet på flere af spilkonsollerne fra Nintendo. Alle spillene har Mario som hovedperson, der ofte ledsages af en eller flere spilbare figurer, herunder eksisterende Mario-figurer og originale figurer introduceret i hvert spil.
Det første spil til at introducere RPG-elementer i Mario-serien var Super Mario RPG, udviklet af Square og udgivet i 1996 til Super Nintendo Entertainment System. Spillet har ikke en direkte efterfølger. To senere spilserier, Paper Mario og Mario & Luigi har bygget videre på konventioner etableret i originalen. Paper Mario-spillene blev udviklet af Intelligent Systems og er kendt for sin særprægede visuelle stilart. Mario & Luigi-spillene blev udviklet af AlphaDream, og er alle blevet udelukkende udgivet på håndholdte konsoller.

## Super Mario RPG
- Super Mario RPG - Super Nintendo Entertainment System (1996)

## Paper Mario-serien
- Paper Mario - Nintendo 64 (2000)
- Paper Mario: The Thousand-Year Door - Nintendo GameCube (2004)
- Super Paper Mario - Wii (2007)
- Paper Mario: Sticker Star - Nintendo 3DS (2012)
- Paper Mario: Color Splash - Wii U (2016)
- Paper Mario: The Origami King - Nintendo Switch (2020)

## Mario & Luigi-serien
- Mario & Luigi: Superstar Saga - Game Boy Advance (2003)
- Mario & Luigi: Partners in Time - Nintendo DS (2006)
- Mario & Luigi: Bowser's Inside Story - Nintendo DS (2009)
- Mario & Luigi: Dream Team Bros. - Nintendo 3DS (2013)
- Mario & Luigi: Paper Jam Bros. - Nintendo 3DS (2015)

## Mario + Rabbids-serien
- Mario + Rabbids Kingdom Battle - Nintendo Switch (2017)
- Mario + Rabbids Sparks of Hope - Nintendo Switch (2022)

## Remakes
- Mario & Luigi: Superstar Saga + Bowser's Minions - Nintendo 3DS (2017)
- Mario & Luigi: Bowser's Inside Story + Bowser Jr.'s Journey - Nintendo 3DS (2019)